# Tamarac, Florida
Tamarac är en stad (city) i Broward County, i delstaten Florida, USA. Enligt United States Census Bureau har staden en folkmängd på 61 542 invånare (2011) och en landarea på 30,1 km².